# Chiesa dello Spirito Santo (Monteceneri)
La chiesa parrocchiale dello Spirito Santo è un edificio religioso che si trova a Rivera, frazione di Monteceneri in Canton Ticino, fra le località di Capidogno e Soresina.

## Storia
L'edificio divenne parrocchiale nel 1754. Fra il 1779 ed il 1793 venne completamente ricostruito su progetto di Andrea Pedretti e Pietro Petrocchi.

## Descrizione
La chiesa ha una pianta ad unica navata, affiancata da quattro cappelle laterali e ricoperta da una volta a botte lunettata.